# Brivaldo Franklin
Brivaldo Franklin de Melo (Recife, 6 de maio de 1929 — 26 de abril de 2001) foi um radialista, humorista e comentarista esportivo brasileiro.

## No rádio
Em 1948, na inauguração da Rádio Jornal do Commercio, e iniciando a transmissão de esportes, o primeiro programa esportivo a entrar no ar foi Esporte em revista, apresentado por Brivaldo Franklin e Fernando Castelão.

## Na TV
Com o início de transmissão da TV Jornal do Commercio, Brivaldo passou a se apresentar em programas de variedades, iniciando em Noite de Black Tie, de Luiz Geraldo, ao lado da apresentadora Nair Silva, com quem apresentou o personagem Zé do Gato, criado em 1953, porém batizado oficialmente em sua estréia na TV. O quadro humorístico era escrito inicialmente por Aguinaldo Silva e contracenado por Nair Silva, tendo o personagem resistido ao tempo, por mais de quatro décadas, a ponto de serem confundidos humorista e personagem.
Também apresentou, nas festas juninas recifenses, o Arraial da TV Jornal, encarnando o personagem Zé do Gato.

## Livro publicado
Em 2000, Brivaldo Franklin publicou o livro O mundo que eu vi, contando, em crônicas bem humoradas, histórias vistas e vividas pelo radialista durante sua vida profissional, inclusive passadas quando foi cronista desportivo, ele que era torcedor do Náutico.